# Cal Roig (Solivella)
Cal Roig és una obra de Solivella (Conca de Barberà) protegida com a Bé Cultural d'Interès Local.

## Descripció
Es tracta d'un edifici cantoner de planta baixa i dos pisos. A la part baixa hi trobem la porta d'accés amb brancals i llinda de pedra, hi ha el rastre d'una porta anterior amb forma d'arc; també hi ha una finestra. Aquesta part de la façana ha estat recoberta de pedra. La resta de l'immoble ha estat arrebossat amb morter monocapa. Al primer pis hi ha una gran finestra i un balcó corregut. La tercera planta presenta dues finestres d'arc de mig punt al centre i dues finestres rectangulars a banda i banda.
La forma de la porta fa pensar que part de l'edifici fou construït al voltant del 1700. Part de la construcció de la primera planta queda muntada sobre els passatge de la muralla.